# Mai e mult până ajungem?
Mai e mult până ajungem? (titlu original: Are We There Yet?) este un film american de comedie de Crăciun din 2005 regizat de Brian Levant. Rolurile principale au fost interpretate de actorii Ice Cube, Nia Long, Jay Mohr și Tracy Morgan. Filmul este produs de Revolution Studios și distribuit de Columbia Pictures. Deși a avut parte de recenzii împărțite spre negative, a avut încasări de 82 de milioane $ în America de Nord și au fost vândute 3,7 milioane de copii DVD.
Filmul, care are acțiunea în Portland, Oregon, Vancouver, Columbia britanică și în alte părți ale Pacificului (american) de Nord Vest, a fost realizat în mare parte în și în jurul Vancouverului, inclusiv scene lângă Podul Lions Gate,  cu  districtul financiar plin de zgârie-nori și scena cu întreg orașul aproape de sfârșitul filmului. O continuare, I-am dat de capăt?, a fost lansată în 2007 și un serial TV cu principalele personaje ale filmului a avut premiera în 2010.

## Prezentare
Povestea de dragoste dintre Nick, un burlac playboy, și Suzanne, o mamă divorțată cu doi copii, este amenințată de un Revelion deosebit de chinuitor. Atunci când Suzanne este blocată de sărbători cu munca sa în Vancouver, Nick se oferă să-i aducă cu mașina pe copii din Portland, Oregon. Copiii, cărora nu le-a plăcut niciun bărbat cu care s-a întâlnit mama lor după divorț, sunt hotărâți să transforme călătoria într-un coșmar pentru Nick.

## Distribuție
- Ice Cube ca Nicholas "Nick" Persons, un burlac vorbăreț căruia nu-i prea plac copiii, înalt de 1,73 m și protagonistul principal al filmului.
- Nia Long ca Suzanne Kingston,  o femeie divorțată și mamă singură.
- Aleisha Allen ca Lindsey Kingston, fiica răsfățată, inteligentă de 13 ani a Suzannei.
- Philip Daniel Bolden ca Kevin Kingston, băiatul astmatic, imatur, de 9 ani al Suzanne; Kevin este fratele Lindsey.
- Jay Mohr ca Marty, cel mai bun prieten lui Nick.
- M. C. Gainey ca Al Buck (cunoscut ca "Big Al"), un șofer de camion bine intenționat care crede că Nick a răpit copiii.
- Tracy Morgan ca Satchel Page Bobblehead (voce), o jucărie din mașină ca un baseballist, confident neprețuit al lui Nick și care îi vorbește prin conștiința sa.
  - David Barclay ca  Satchel Page Bobblehead (păpușar)
- C. Ernst Harth ca  Ernst, un șofer de camion care îl ajută pe Nick să salveze copiii de Big Al.
- Nichelle Nichols ca Miss Mable, babysitter-ul lui Kevin și al Lindsey.
- Sean Millington ca Frank Kingston,  tatăl lui Kevin și al Lindsey care și-a abandonat familia cu ceva timp în urmă, înainte de evenimentele din film, iar Kevin si Lindsay descoperă că are o soție nouă și un alt fiu.
- Henry Simmons este Carl, iubitul nou al Suzannei care se teme însă de Kevin și  Lindsay.

## Primire
Filmul a avut parte de recenzii majoritar negative din partea criticilor. Are un rating de 11% pe site-ul Rotten Tomatoes, bazat pe 155 de recenzii, cu un scor de 3,3 din 10. Consensul general al recenziilor Rotten Tomatoes este că: „Această presupusă comedie de familie cu un nevinovat ca de obicei Ice Cube și cu Nia Long i-a făcut pe cei mai mulți să scrie: «Mai e mult până se termină?»”. Metacritic a dat filmului un scor mediu de 27 din 100, bazat pe 28 de recenzii,  majoritatea fiind "opinii, în general, nefavorabile."

### Premii și nominalizări
- BMI Music Film Award
- 2006 Kids' Choice Awards: Favorite Movie (nominalizare, câștigat de filmul Harry Potter și Pocalul de Foc)